# Бекард
Бекард (Pachyramphus) — рід горобцеподібних птахів родини бекардових (Tityridae). Включає 17 видів.

## Систематика
Традиційно рід Pachyramphus відносили до родини тиранових (Tyrannidae) або котингових (Cotingidae). У 2007 році, на основі молекулярного філогенезу, віднесли до бекардових.

## Поширення
Тиранки живуть у тропічних гірських вологих лісах Центральної і Південної Америки.

## Види
- Бекард великий (Pachyramphus aglaiae) (Lafresnaye, 1839)
- Бекард строкатий (Pachyramphus albogriseus) P.L.Sclater, 1857
- Бекард каштановий (Pachyramphus castaneus) (Jardine et Selby, 1827)
- Бекард іржастий (Pachyramphus cinnamomeus) Lawrence, 1861
- Бекард темний (Pachyramphus homochrous) P.L.Sclater, 1859
- Бекард сосновий (Pachyramphus major) (Cabanis, 1847)
- Бекард чорноголовий (Pachyramphus marginatus) (Lichtenstein, 1823)
- Бекард рожевогорлий (Pachyramphus minor) (Lesson, 1830)
- Бекард чорний (Pachyramphus niger) (Gmelin, 1788)
- Бекард рябокрилий (Pachyramphus polychopterus) (Vieillot, 1818)
- Бекард сірий (Pachyramphus rufus) (Boddaert, 1783)
- Бекард еквадорський (Pachyramphus spodiurus) P.L.Sclater, 1860
- Бекард білочеревий (Pachyramphus surinamus) (Linnaeus, 1766)
- Бекард чубатий (Pachyramphus validus) (Lichtenstein, 1823)
- Бекард смугастий (Pachyramphus versicolor) (Hartlaub, 1843)
- Бекард зелений (Pachyramphus viridis) (Vieillot, 1816)
- Бекард жовтощокий (Pachyramphus xanthogenys) (Salvadori & Festa, 1898)